# Liste der Biografien/Top
Liste der Biografien |
Portal Biografien |
Personensuche
# |
A |
B |
C |
D |
E |
F |
G |
H |
I |
J |
K |
L |
M |
N |
O |
P |
Q |
R |
S |
T |
U |
V |
W |
X |
Y |
Z |
?
 
Ta |
Tc |
Te |
Tf |
Tg |
Th |
Ti |
Tj |
Tk |
Tl |
Tm |
To |
Tq |
Tr |
Ts |
Tu |
Tv |
Tw |
Tx |
Ty |
Tz
 
Toa |
Tob |
Toc |
Tod |
Toe |
Tof |
Tog |
Toh |
Toi |
Toj |
Tok |
Tol |
Tom |
Ton |
Too |
Top |
Toq |
Tor |
Tos |
Tot |
Tou |
Tov |
Tow |
Tox |
Toy |
Toz
Die Liste der Biografien führt alle Personen auf, die in der deutschsprachigen Wikipedia einen Artikel haben. Dieses ist eine Teilliste mit 291 Einträgen von Personen, deren Namen mit den Buchstaben „Top“ beginnt.

## Top
- Top, Albert (1697–1742), norwegischer Missionar und Linguist
- Top, Damien (* 1963), französischer Tenor und Komponist
- Top, Emmanuel (* 1971), französischer Acid- und Tranceproduzent
- Top, Hennie (* 1956), niederländische Radrennfahrerin
- Top, Jannick (* 1947), französischer Fusionmusiker (Bass, Cello, Arrangement, Komposition)
- Top, Noordin Mohammad (1968–2009), malaysischer Terrorist

### Topa
- Topaç, Fatoş (* 1965), deutsche Politikerin (Bündnis 90/Die Grünen), MdA
- Topacio Fresh (* 1973), argentinische Schauspielerin
- Topal Osman (1883–1923), türkischer umstrittener Akteur des Ersten Weltkrieges und des UnabhängigkeitskriegesTopal Osman (1883–1923)

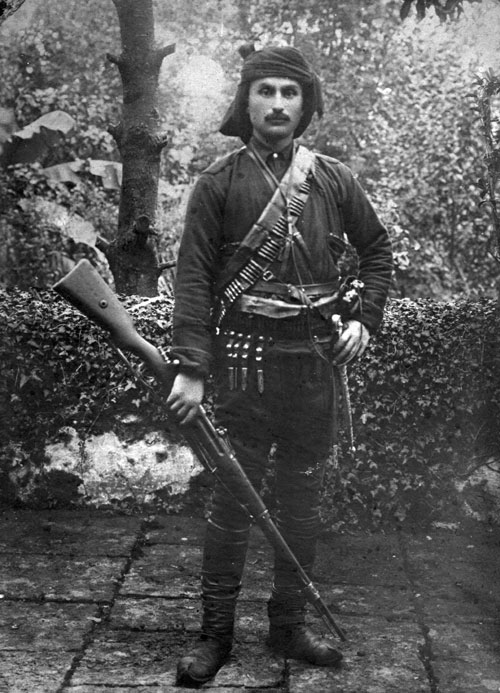
Topal Osman (1883–1923)

- Topal Osman Pascha († 1733), osmanischer Provinzgouverneur, Militärkommandeur und Großwesir
- Topal, Ahmet (* 1993), türkischer Fußballspieler
- Topal, Aykut (* 1991), türkischer Fußballspieler
- Topál, Judit (* 1943), ungarische Provinzialrömische Archäologin
- Topal, Mehmet (* 1986), türkischer Fußballspieler
- Topal, Murat (* 1975), deutscher Komiker und Kabarettist
- Topal, Stepan (1938–2018), gagausischer Politiker
- Topal, Timur, deutscher Basketballtrainer
- Topal, Zuhal (* 1975), türkische Schauspielerin und Fernsehmoderatorin
- Topala, Robert (* 1987), schwedischer Videospielentwickler
- Topalian, Ken (* 1963), armenischer Bobsportler
- Topalli, Jozefina (* 1963), albanische Politikerin
- Topaloğlu, Açelya (* 1986), türkische Schauspielerin
- Topaloğlu, Birol (* 1965), türkischer Musiker
- Topaloğlu, Cihan (* 1992), türkischer Fußballtorhüter
- Topaloğlu, Mustafa (* 1957), türkischer Sänger
- Topalovic, Elvira (* 1965), deutsche Germanistin
- Topalović, Slobodan (1952–1994), jugoslawischer Fußballspieler
- Topalović, Željko, Heavy-Metal-Sänger und -Produzent
- Topalović, Živko (1886–1972), jugoslawischer Sozialist und Kritiker des Kommunismus
- Topalow, Kiril (* 1943), bulgarischer Historiker und Dozent
- Topalow, Wesselin (* 1975), bulgarischer Schachgroßmeister und FIDE-SchachweltmeisterWesselin Topalow (* 1975)

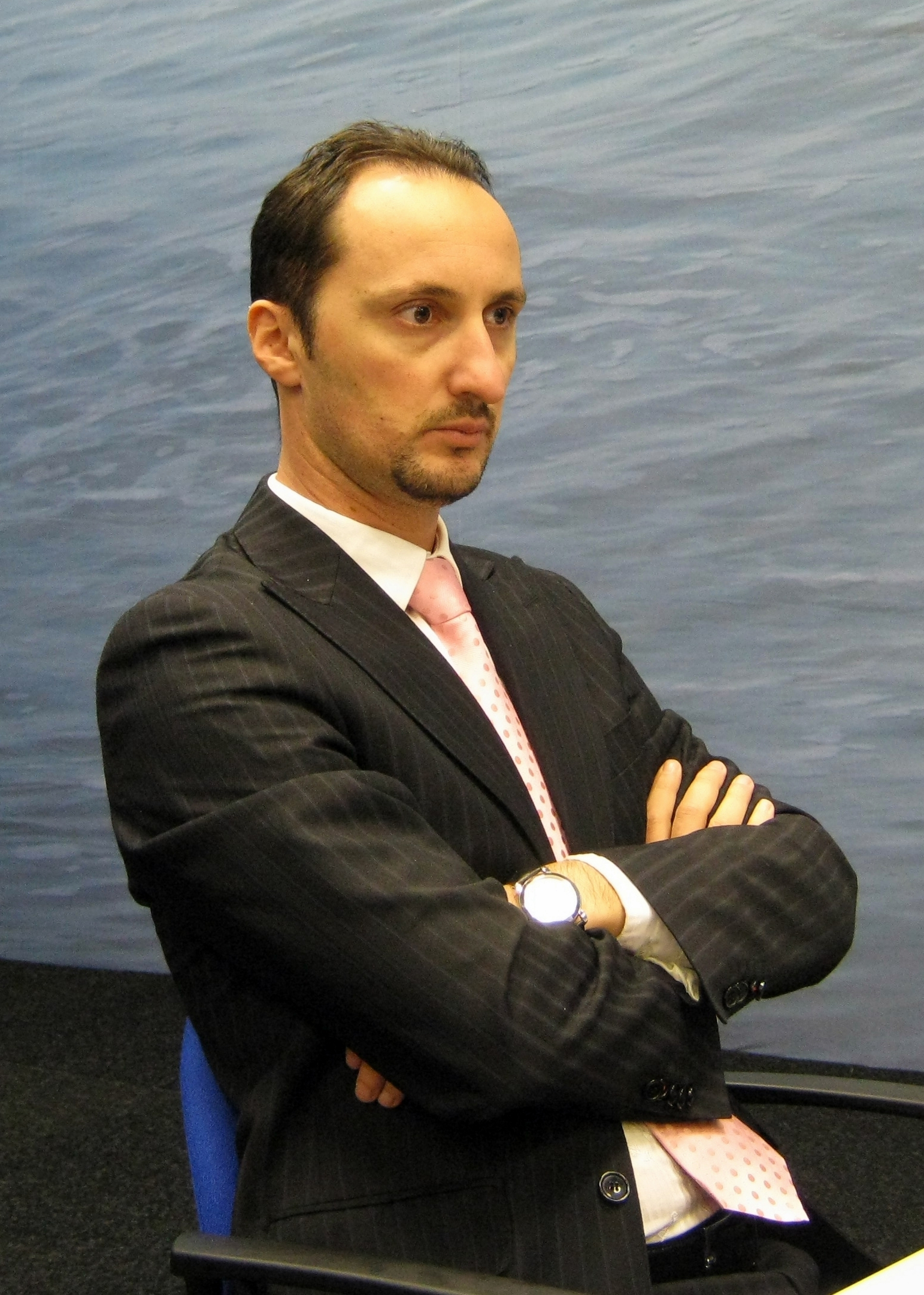
Wesselin Topalow (* 1975)

- Topalowa, Dessislawa (* 1978), bulgarische Tennisspielerin
- Topalowa, Gergana (* 2000), bulgarische Tennisspielerin
- Toparis, Tom (* 2000), australischer Motorradrennfahrer
- Topart, Jean (1922–2012), französischer Schauspieler und Synchronsprecher
- Topart, Lise (1927–1952), französische Film- und Theaterschauspielerin
- Topas (* 1972), deutscher Zauberkünstler
- Topatan, Danyal (1916–1975), türkischer Schauspieler
- Topatigh, Lucio (* 1965), italienischer Eishockeyspieler
- Topayan, Zekeriya (* 1989), türkischer Fußballtorhüter
- Topaz, Dudu (1946–2009), israelischer Entertainer und Fernsehmoderator
- Topaz, Gil (* 1965), deutscher Bildhauer

### Topb
- Topbaş, Kadir (1945–2021), türkischer Architekt und Politiker, Oberbürgermeister von Istanbul
- Topbaş, Osman Nuri (* 1942), türkischer Sufi-Meister des Naqschbandi-Ordens und Autor

### Topc
- Topčagić, Mihret (* 1988), österreichischer Fußballspieler
- Topcliffe, Richard (1531–1604), englischer Großgrundbesitzer, Abgeordneter und Mitglied der Anwaltskammer Gray’s Inn
- Topçu, Canan (* 1965), deutsche Journalistin und Autorin
- Topçu, Caner (* 1997), türkischer Schauspieler
- Topçu, Emirhan (* 2000), türkischer Fußballspieler
- Topçu, Mutlu (* 1970), türkischer Fußballspieler und -trainer
- Topçu, Nurettin (1909–1975), türkischer Schriftsteller, Pädagoge und Philosoph
- Topçu, Özlem (* 1977), deutsche Journalistin
- Topçu, Yaşar (* 1941), türkischer Politiker
- Topçubaşov, Əlimərdan bəy (1863–1934), aserbaidschanischer Staatsmann, Rechtsanwalt und Journalist

### Topd
- Topduman, Lokman (* 1989), österreichischer Fußballspieler und Trainer

### Tope
- Tope, Graham, Baron Tope (* 1943), britischer Politiker (Liberal Party, Liberal Democrats), Mitglied des House of Commons
- Tope, Otto (1902–1988), deutscher Ingenieur, Oberregierungsbaurat, Leiter des Stadtreinigungsamt Hannover, Genealoge, Autor und Herausgeber
- Tope, Tantya (1814–1859), indischer Führer des indischen Aufstands (1857)
- Tope, Travis (* 1991), US-amerikanischer Filmschauspieler
- Töpel, Arnim (* 1959), deutscher Kabarettist und MusikerArnim Töpel (* 1959)

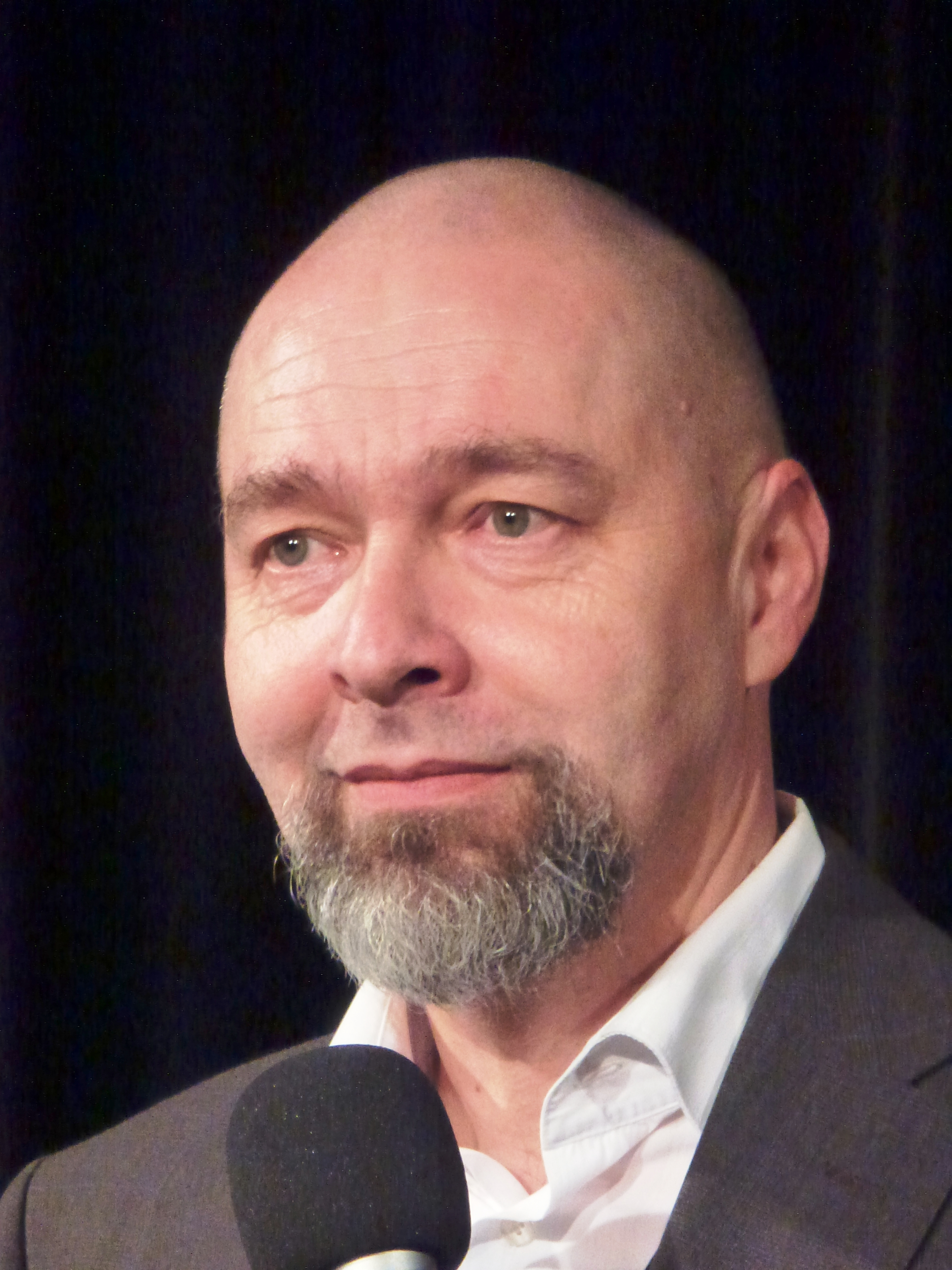
Arnim Töpel (* 1959)

- Topel, Bernard Joseph (1903–1986), US-amerikanischer Geistlicher, Bischof von Spokane
- Topel, Cengiz (1934–1964), türkischer Kampfflugzeugpilot
- Töpel, Hjördis (1904–1987), schwedische Wasserspringerin und Schwimmerin
- Töpel, Ingegärd (1906–1988), schwedische Wasserspringerin
- Töpel, Kurt (* 1932), deutscher Fußballspieler
- Topel, Martin (* 1962), deutscher Industriedesigner und Professor an der Universität Wuppertal
- Töpel, Michael (* 1958), deutscher Musikwissenschaftler, Komponist und Pianist
- Topel, Robert (* 1952), US-amerikanischer Wirtschaftswissenschaftler und Hochschullehrer
- Topelius, Zacharias (1818–1898), finnlandschwedischer Dichter und Schriftsteller
- Topelson de Grinberg, Sara, mexikanische Architektin
- Toperngpong, Florian (* 1978), deutscher Illustrator
- Topete, Juan Bautista (1821–1885), spanischer Admiral und Politiker

### Topf
- Topf, Anja (* 1968), österreichische SchauspielerinAnja Topf (* 1968)

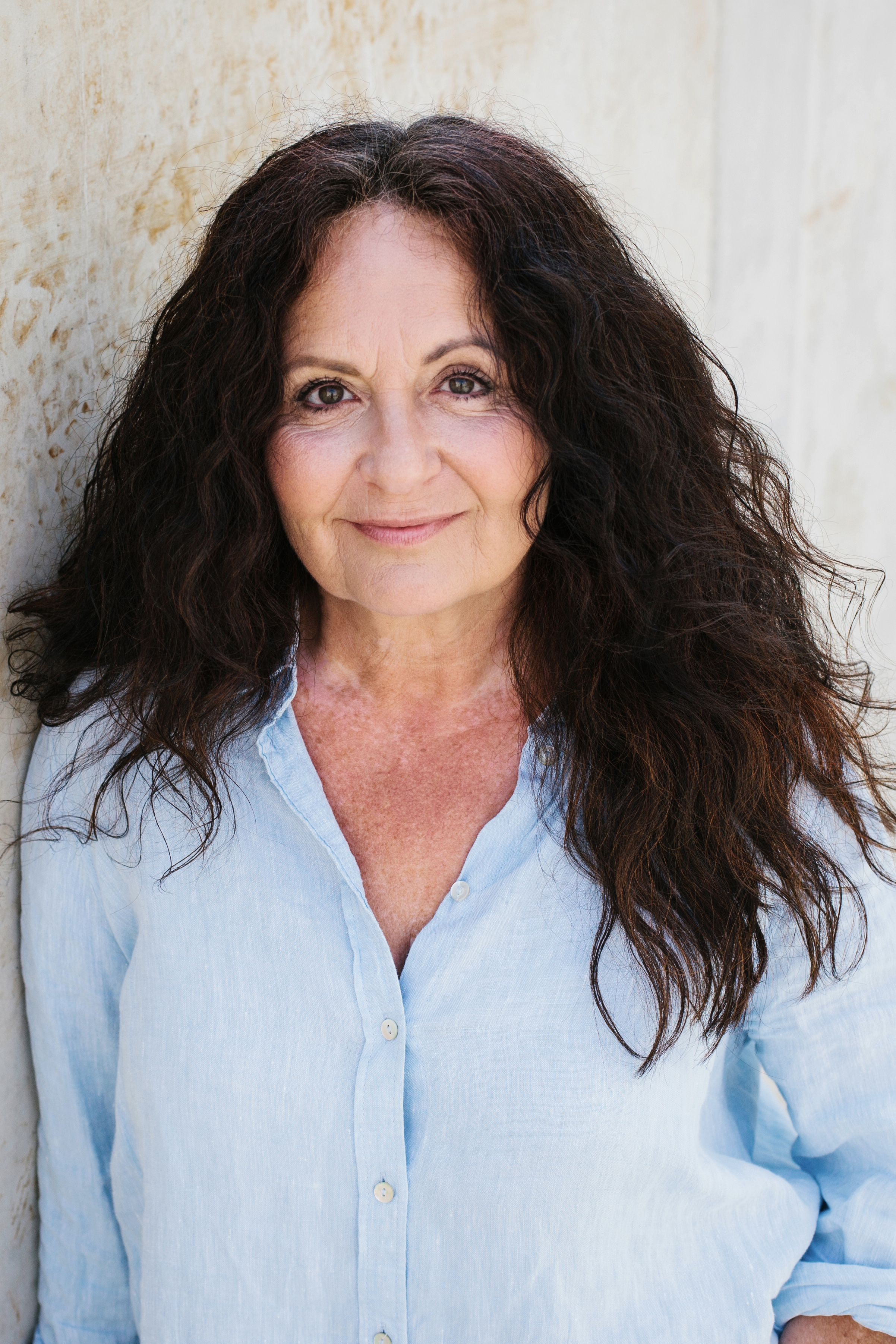
Anja Topf (* 1968)

- Topf, August (1826–1885), deutscher Geistlicher und Politiker
- Topf, Erich (1904–1983), deutscher Jurist und Staatsanwalt
- Topf, Erwin (1898–1981), deutscher Journalist
- Topf, Josia (* 2003), deutscher Para-SchwimmerJosia Topf (* 2003)

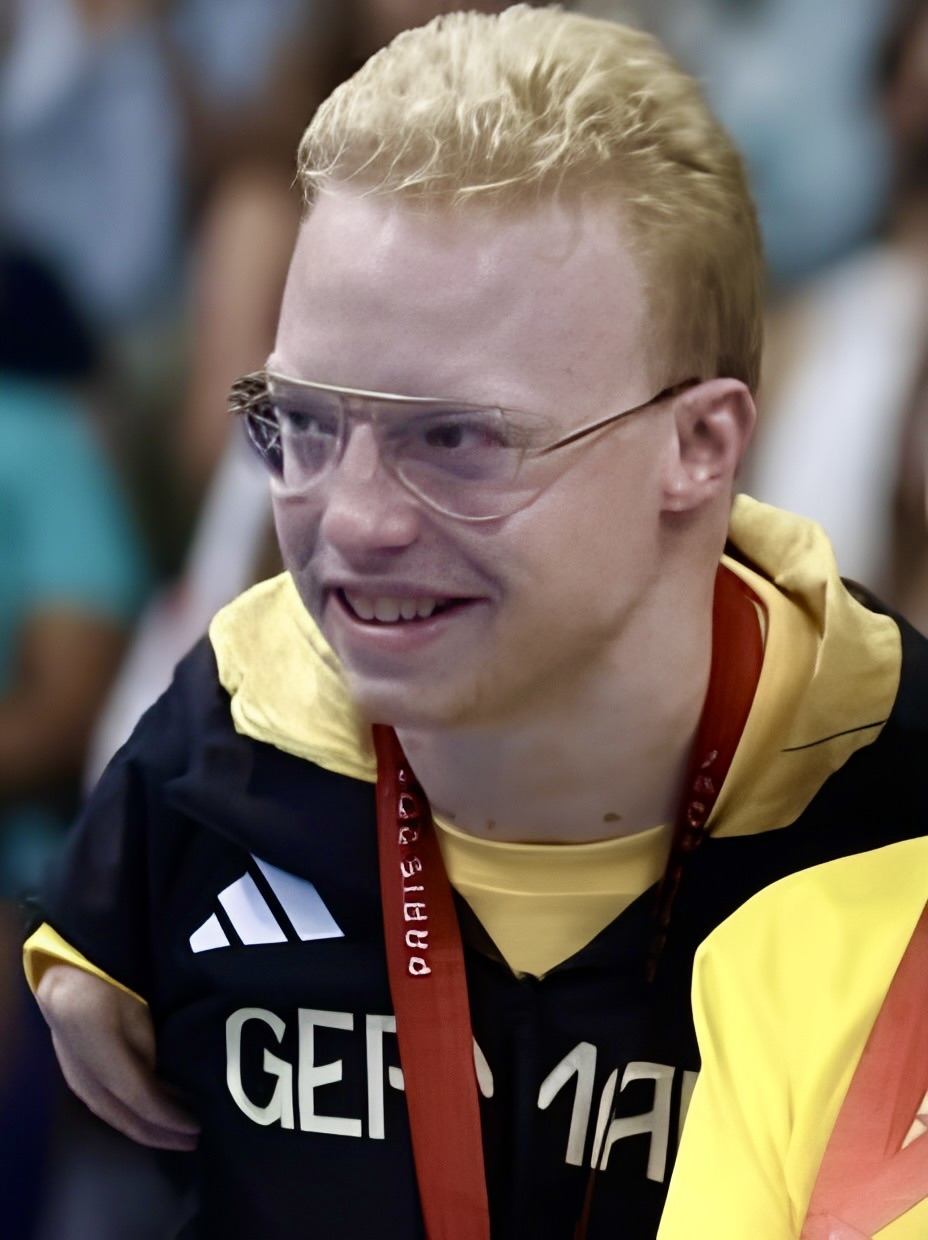
Josia Topf (* 2003)

- Topf, Rainer (* 1942), deutscher Fußballspieler
- Topf, Siegfried (* 1927), deutscher Radrennfahrer
- Topf, Till (* 1962), deutscher Schauspieler
- Töpfer, Andreas (1668–1744), Generalsuperintendent der Niederlausitz und Oberhofprediger in Anhalt-Zerbst
- Töpfer, Antje (* 1968), deutsche Politikerin (Bündnis 90/Die Grünen)
- Töpfer, Armin (1944–2023), deutscher Ökonom, Hochschullehrer
- Töpfer, Artur, österreichischer Radrennfahrer
- Töpfer, August (1834–1911), deutscher Lehrer und Entwerfer für das Kunstgewerbe
- Töpfer, Bernhard (1926–2012), deutscher Historiker
- Töpfer, David (1639–1717), Kantor der Dresdner Hofkapelle
- Töpfer, Edeltraut (* 1949), deutsche Juristin, ehemalige Richterin und Politikerin (CDU), MdB
- Töpfer, Friedrich (1925–2013), deutscher Geodät und Kartograf
- Töpfer, Gerti (* 1953), deutsche Politikerin (CDU), frühere Oberbürgermeisterin von Riesa
- Töpfer, Heinz (1930–2009), deutscher Hochschullehrer, Professor für Automatisierungstechnik
- Töpfer, Johann Gottlob (1791–1870), deutscher Orgelbautheoretiker, Orgelsachverständiger, Organist, Lehrer und Komponist
- Töpfer, Johanna (1929–1990), deutsche FDGB- und SED-Funktionärin, MdV
- Töpfer, Jürgen (1946–2003), deutscher Politiker (CDU), MdHB
- Töpfer, Karl (1792–1871), deutscher Schauspieler, Dramatiker und Journalist
- Töpfer, Karl (1888–1967), deutscher Politiker (SPD)
- Töpfer, Klaus (1938–2024), deutscher Politiker (CDU), MdBKlaus Töpfer (1938–2024)

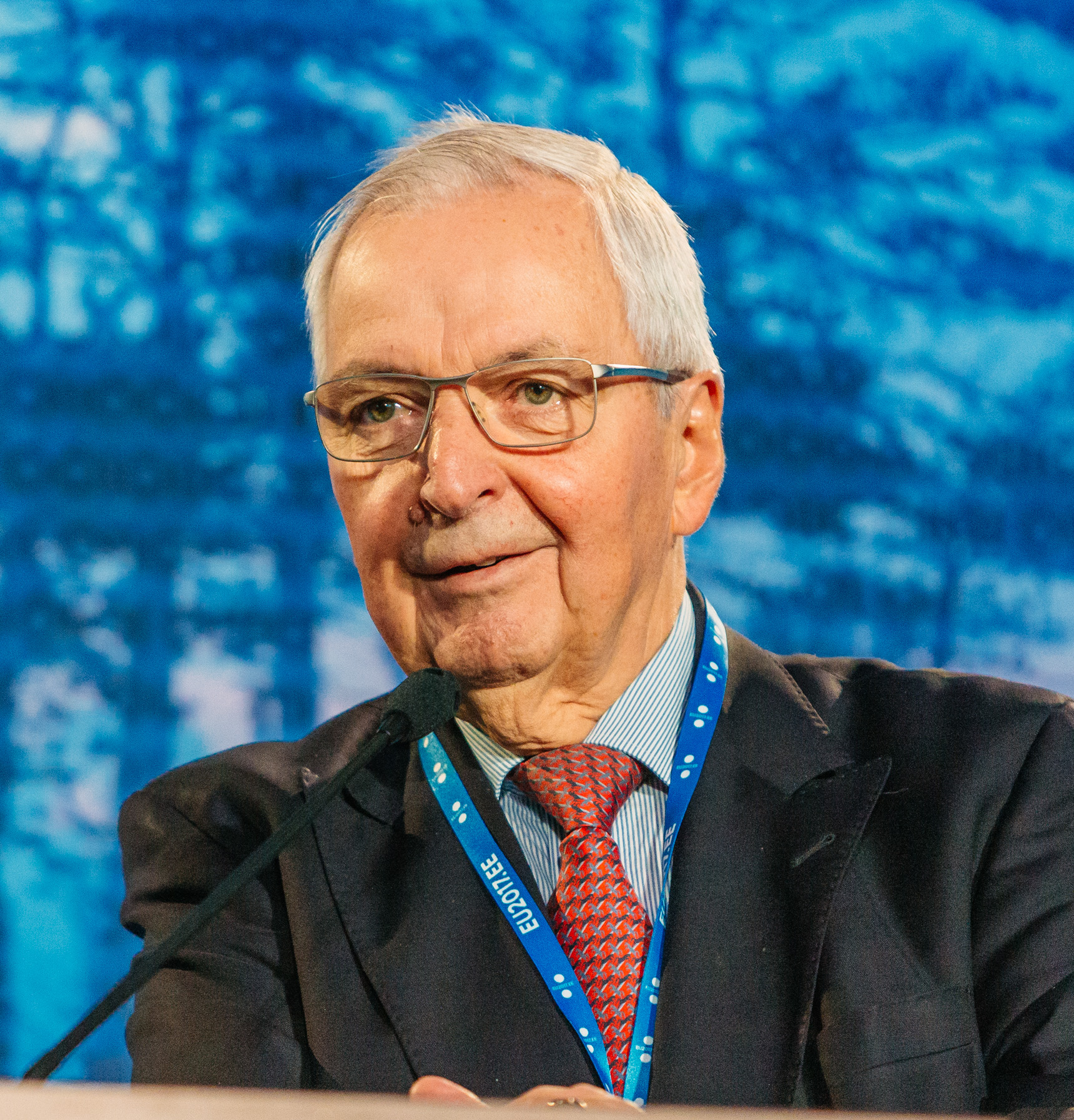
Klaus Töpfer (1938–2024)

- Töpfer, Ota (1921–1962), tschechischer Kabarettist und Komiker
- Töpfer, Peter (* 1946), Prediger der evangelisch-freikirchlichen Glaubensgemeinschaft Mission Kwasizabantu
- Töpfer, Roland (1929–1999), deutscher Trickfilmregisseur und der Schöpfer des HB-Männchens
- Töpfer, Rolf (* 1932), deutscher Radsportler
- Töpfer, Thomas (* 1958), deutscher Fußballspieler
- Töpfer, Tomáš (* 1951), tschechischer Schauspieler und Politiker
- Töpfer, Ulrich (* 1953), deutscher Sozialpädagoge und Politiker (Bündnis 90/Die Grünen)
- Töpfer, Wilfried (* 1945), deutscher Politiker (SPD), MdBB
- Topff, Bruno (1886–1920), deutscher Marinesoldat, Vorsitzender des Sønderborger Soldatenrates
- Töpffer, Rodolphe (1799–1846), Schweizer Zeichner und Novellist
- Töpffer, Wolfgang-Adam (1766–1847), Schweizer Landschaftsmaler, Aquarellist, Karikaturist und Radierer
- Töpfl, Stefan (* 1976), deutscher Lebensmitteltechnologe
- Töpfner, Alexandra (* 1996), ungarische Handballspielerin
- Topfstedt, Thomas (1947–2021), deutscher Kunsthistoriker

### Toph
- Topham, Top (1947–2023), britischer Rockmusiker
- Tophinke, Doris (* 1963), deutsche Germanistin
- Tophinke, Wilhelm (1892–1961), deutscher Bildhauer
- Tophofen, Sabrina (* 1980), deutsche Autorin und Aktivistin für Kinderrechte
- Tophoven, Elmar (1923–1989), deutscher literarischer Übersetzer
- Tophoven, Erika (* 1931), deutsche Übersetzerin und Autorin
- Tophoven, Rolf (* 1937), deutscher freiberuflicher Journalist und Terrorismusexperte

### Topi
- Topi, Bamir (* 1957), albanischer Politiker
- Topi, Shefqet (1934–1998), albanischer Fußballtorhüter
- Topiak, Dijana (* 1970), kroatische Fußballspielerin
- Topic (* 1992), deutscher Musiker und MusikproduzentTopic (* 1992)

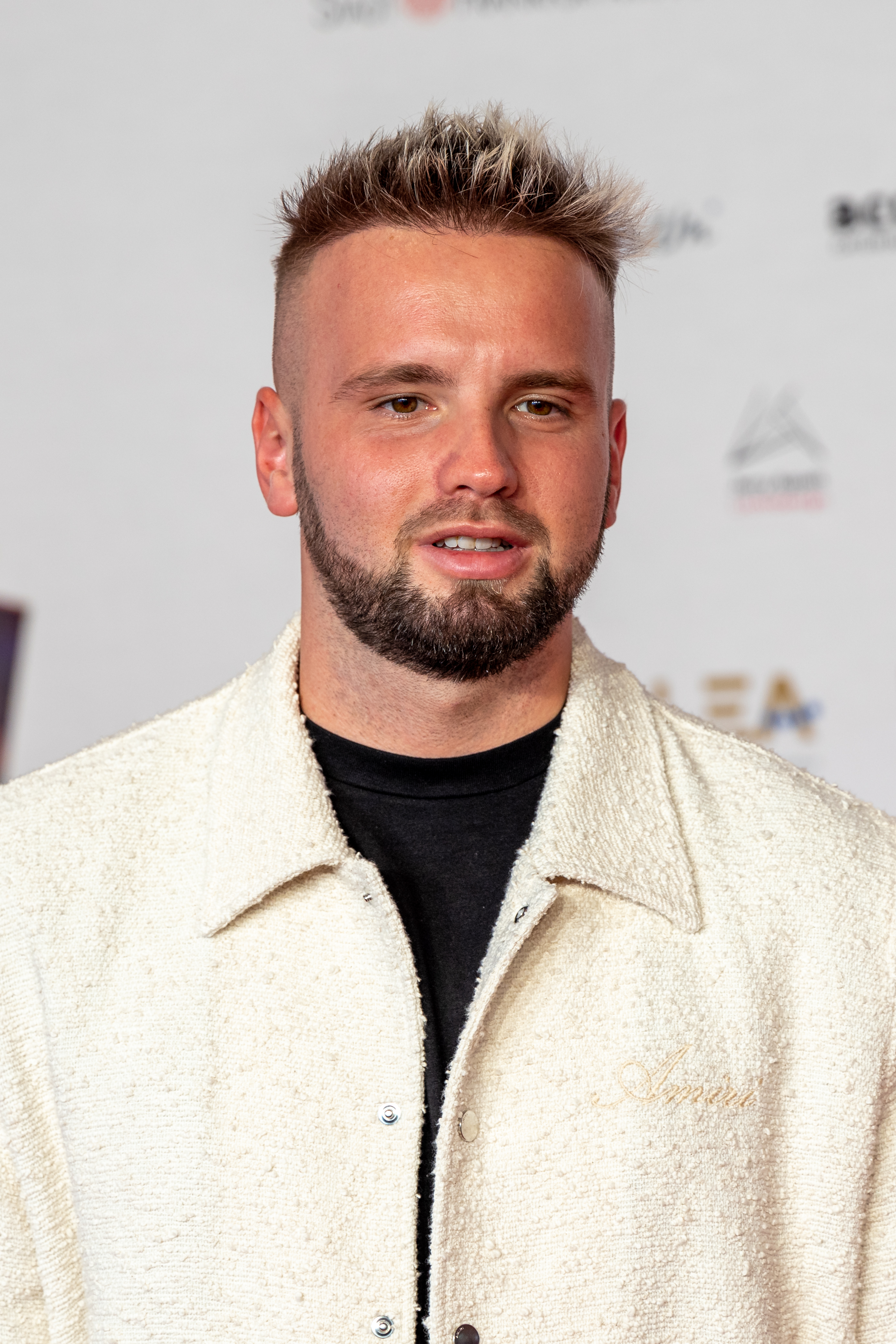
Topic (* 1992)

- Topić Mimara, Ante (1898–1987), jugoslawischer Maler, Restaurator, Kunstsammler, Kunsthändler
- Topić, Angelina (* 2005), serbische Hochspringerin
- Topić, Biljana (* 1977), serbische Dreispringerin
- Topić, Dado (* 1949), kroatischer Rockmusiker
- Topic, Dalila-Lilly (* 1997), schwedische Volleyballspielerin
- Topić, Dragutin (* 1971), serbischer Hochspringer
- Topić, Eldar (* 1983), bosnischer Fußballspieler
- Topić, Joško (* 1983), kroatischer Tennisspieler
- Topić, Marko (* 1976), bosnischer Fußballspieler
- Topić, Mira (* 1983), kroatische Volleyballspielerin
- Topić, Nikola (* 2005), serbischer Basketballspieler
- Topić, Petar (* 1991), kroatisch-ungarischer Handballspieler
- Topic, Sira (* 1991), französisch-schweizerische Schauspielerin
- Topić, Velibor (* 1970), bosnischer SchauspielerVelibor Topić (* 1970)

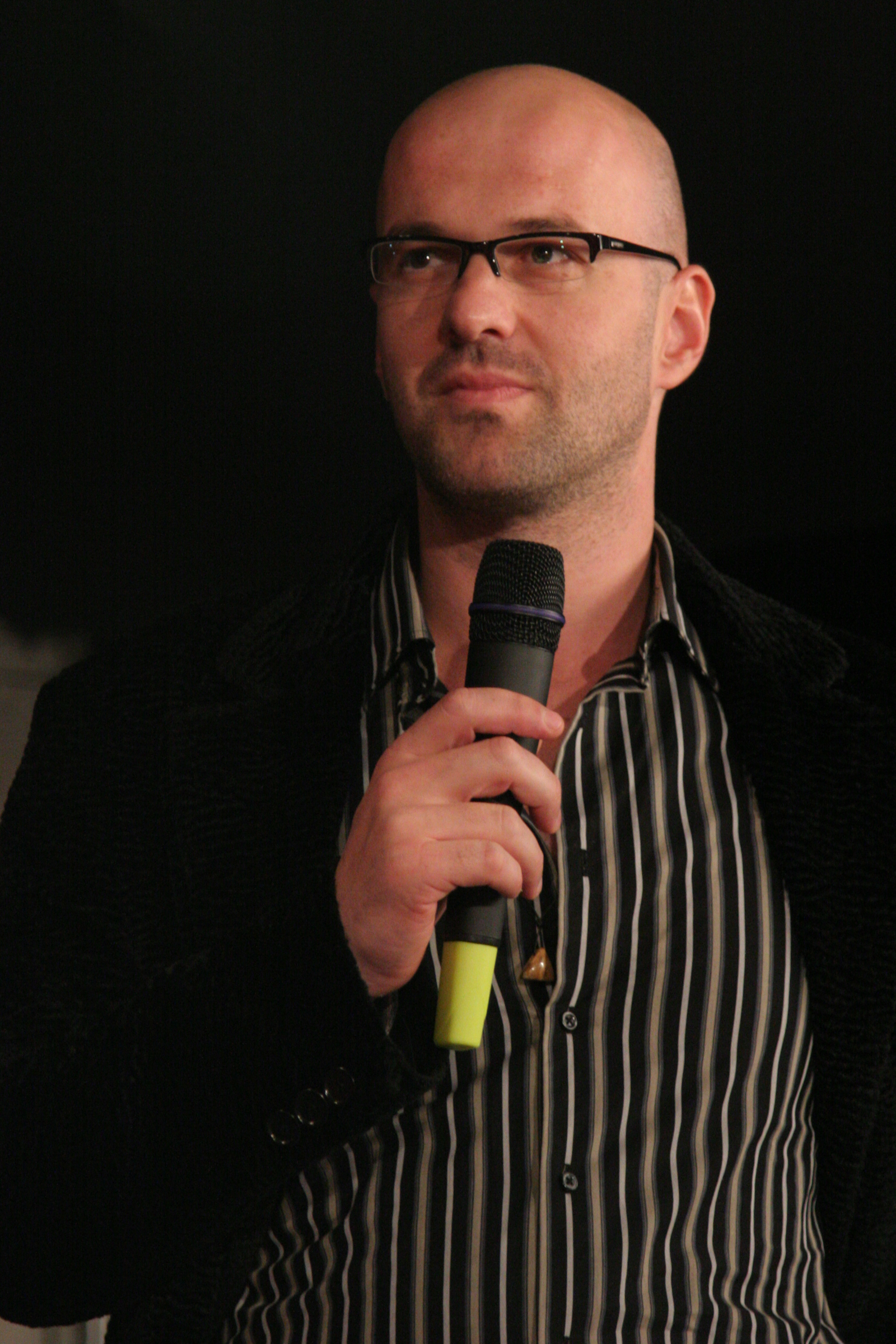
Velibor Topić (* 1970)

- Topić-Mersmann, Wiltrud (1919–2022), österreichische Kunsthistorikerin
- Topilin, Maxim Anatoljewitsch (* 1967), russischer Politiker
- Topilina, Gelena Dmitrijewna (* 1994), russische Synchronschwimmerin
- Topinard, Paul (1830–1911), französischer Mediziner, Anthropologe und Hochschullehrer
- Topinka, Dominik (* 1993), tschechischer Radsportler
- Topinka, Jiří (* 1985), tschechischer Grasskiläufer
- Topinka, Judy Baar (1944–2014), US-amerikanische Politikerin
- Topîrceanu, George (1886–1937), rumänischer Schriftsteller, Lyriker und Verfasser von Kurzgeschichten
- Topitsch, Ernst (1919–2003), österreichischer Philosoph und Soziologe
- Topivoldiyev, Mamadali (1919–1969), sowjetischer Soldat

### Topk
- Topka, Beata (* 1999), polnische Leichtathletin
- Topkara, Abdullah (* 1989), türkischer Fußballspieler
- Töpke, Lola (1891–1945), deutsche Bildhauerin
- Töpken, Thilo (* 1999), deutscher Fußballspieler

### Topl
- Toplady, Augustus Montague (1740–1778), anglikanischer Geistlicher und Verfasser von Kirchenliedern
- Toplak, Fred (* 1959), deutscher Politiker (parteilos), Bürgermeister von HertenFred Toplak (* 1959)

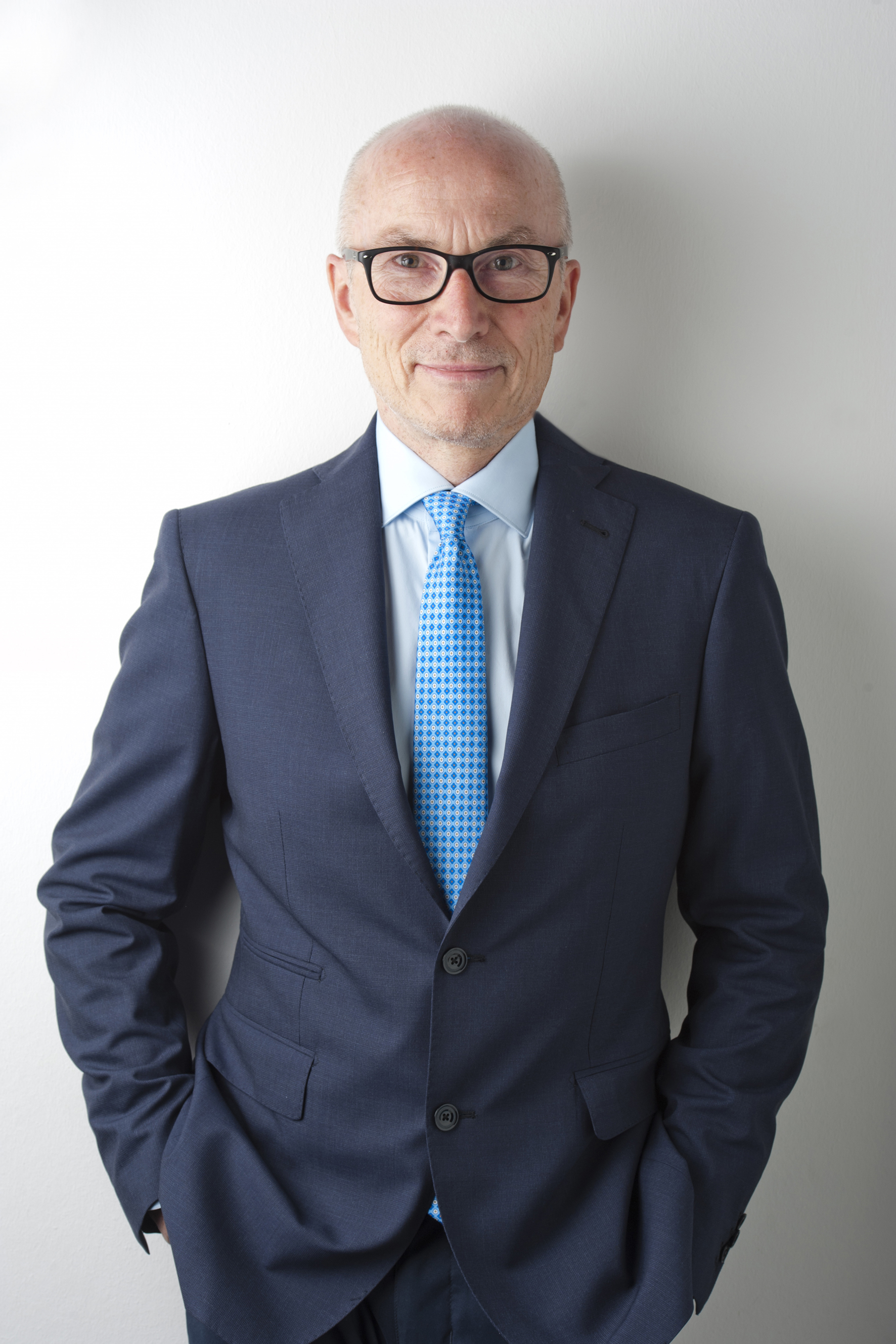
Fred Toplak (* 1959)

- Toplak, Ivan (1931–2021), jugoslawischer Fußballspieler
- Toplak, Matthias (* 1984), deutscher Mittelalterarchäologe
- Toplak, Samir (* 1970), kroatischer Fußballspieler und -trainer
- Töpler, Winfried (1962–2022), deutscher Archivar und Historiker
- Topley, Reece (* 1994), englischer Cricketspieler
- Topley, William Whiteman Carlton (1886–1944), britischer Bakteriologe, Epidemiologe und Immunologe
- Topley-Bird, Martina (* 1975), britische Sängerin
- Topliss, John G. (1930–2021), britischer Chemiker
- Toplitsch, Florian (* 1991), österreichischer Fußballspieler

### Topm
- Topman, August (1882–1968), estnischer Komponist, Organist und Hochschullehrer
- Topmann, Günter (1934–2024), deutscher Kriminalbeamter und Politiker (SPD), MdB, MdEP

### Topn
- Topno, Paschal (1932–2025), indischer Ordensgeistlicher, römisch-katholischer Erzbischof von Bhopal

### Topo
- Topo, Marko (* 2003), deutsch-serbischer Tennisspieler
- Topojew, Essen (* 1952), kirgisischer General
- Topol, Adrian (* 1981), polnisch-deutscher Schauspieler und Filmproduzent
- Topol, Chaim (1935–2023), israelischer Schauspieler, Autor und IllustratorChaim Topol (1935–2023)

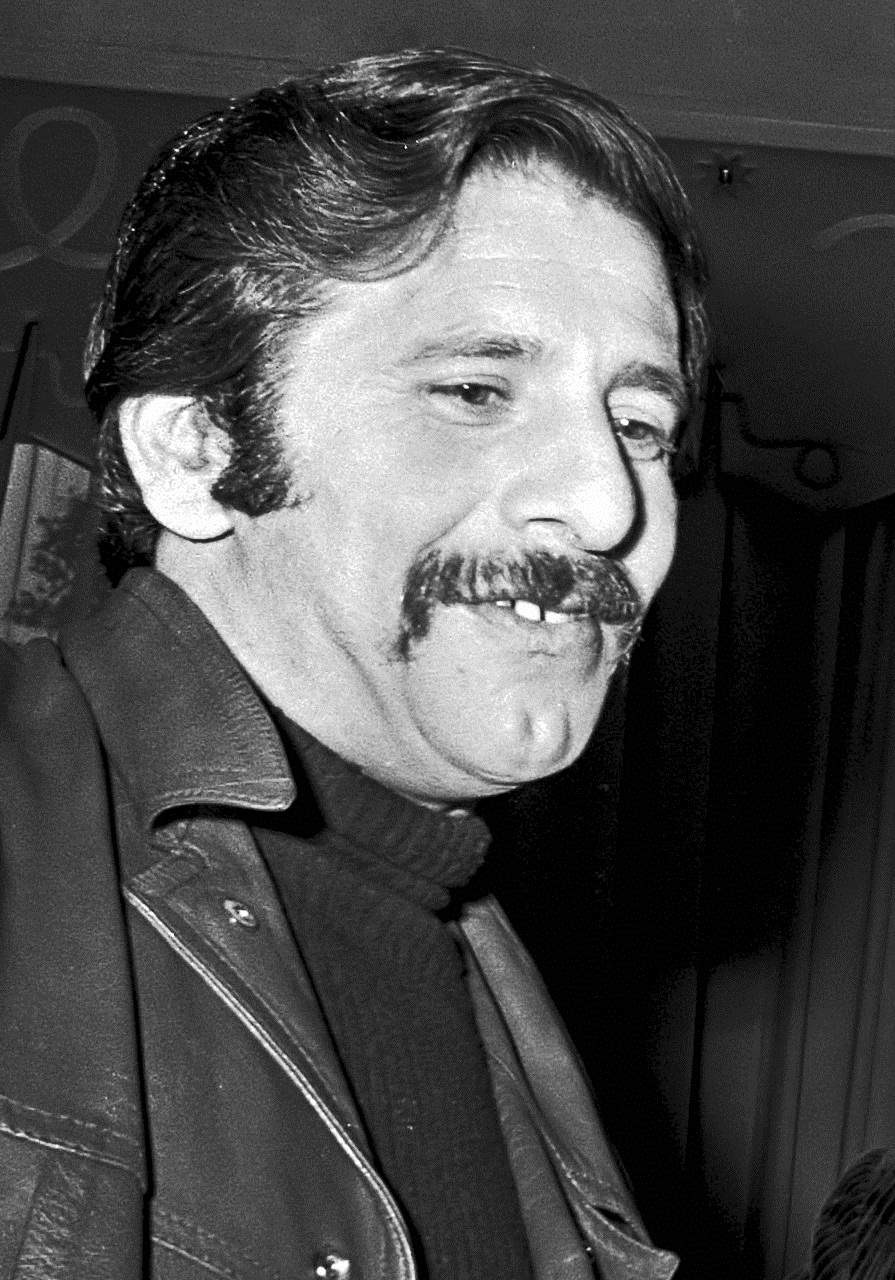
Chaim Topol (1935–2023)

- Topol, Eric (* 1954), US-amerikanischer Kardiologe und Autor
- Topol, Filip (1965–2013), tschechischer Sänger, Songwriter und Pianist
- Topol, Jáchym (* 1962), tschechischer Schriftsteller
- Topol, Josef (1935–2015), tschechischer Schriftsteller und Übersetzer
- Topolánek, Mirek (* 1956), tschechischer Politiker
- Topolansky, Lucía (* 1944), uruguayische PolitikerinLucía Topolansky (* 1944)

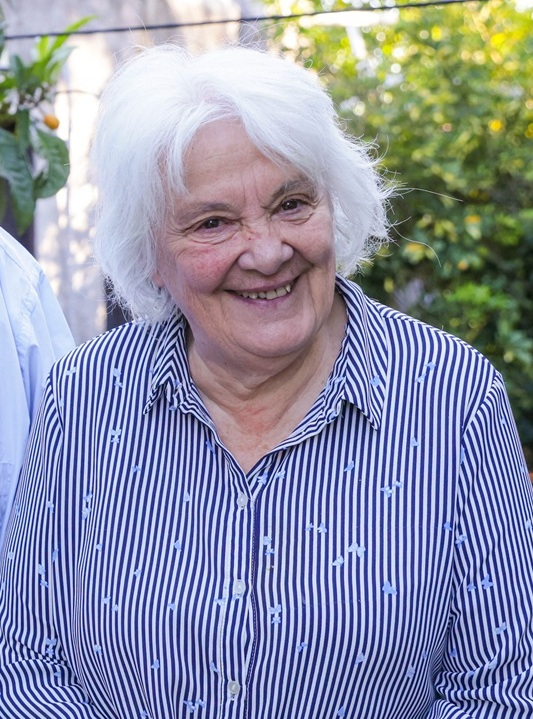
Lucía Topolansky (* 1944)

- Topolewski, Dirk (* 1962), deutscher Fernschachspieler
- Topoljak, Sulejman (* 1963), bosnischer Hochschullehrer und Persönlichkeit des Islams in Bosnien und Herzegowina
- Topoll, Del (* 1933), kanadischer Eishockeyspieler
- Topoľská, Lucy (* 1933), tschechische Germanistin und Übersetzerin
- Topolski, Daniel (1945–2015), britischer Ruderer, Trainer, Sportreporter und Reiseschriftsteller
- Topolski, Jason (* 1975), US-amerikanischer Filmproduzent, Synchronsprecher und Gamedesigner
- Topolski, Jerzy (1928–1998), polnischer Historiker
- Topolsky, Joshua (* 1977), US-amerikanischer Journalist
- Toponogow, Wiktor Andrejewitsch (1930–2004), russischer Mathematiker
- Topór, Krzysztof (* 1972), polnischer Biathlet
- Topor, Roland (1938–1997), französischer Schriftsteller, Schauspieler und Maler
- Topor-Stanley, Nikolai (* 1985), australischer Fußballspieler
- Toporek, Martin (* 1961), österreichischer Geher
- Toporek, Viera (* 1967), österreichische Geherin, Langstrecken- und Bergläuferin
- Toporkiewicz, Krzysztof (* 2002), polnischer Fußballspieler
- Toporkoff, Nikolai (1885–1965), russischer Kameramann beim heimischen, deutschen und französischen Film
- Toporow, Wladimir Nikolajewitsch (1928–2005), russischer Sprach- und Religionswissenschaftler
- Toporowski, Shayne (* 1975), kanadischer Eishockeyspieler
- Toporski, Saskia (* 1994), deutsche Fußballspielerin
- Topouzian, Nshan (1966–2010), armenischer Geistlicher

### Topp
- Topp, Arnold (* 1887), deutscher Maler des Expressionismus und Kubismus
- Topp, Erich (1914–2005), deutscher Marineoffizier
- Topp, Erwin (1924–1971), deutscher Politiker (SPD), Oberbürgermeister von Wattenscheid
- Topp, Gerhard (1893–1968), dänischer Langstreckenläufer
- Topp, Hartmut (* 1942), deutscher Ingenieurwissenschaftler
- Topp, Johann Friedrich Julius (1735–1784), deutscher Arzt und Schriftsteller
- Topp, Johann Konrad Sigismund (1692–1757), deutscher Rechtswissenschaftler und Professor der Universität Helmstedt
- Topp, Karl (1895–1981), deutscher Marineoffizier, zuletzt Vizeadmiral im Zweiten Weltkrieg
- Topp, Keke (* 2004), deutscher Fußballspieler
- Topp, Laurie (1923–2017), englischer Fußballspieler
- Topp-Pedersen, Holger (1868–1938), dänischer Landschaftsmaler
- Toppa, Chris (* 1991), deutscher Reggae-Musiker und Schauspieler
- Toppan, Jane (1854–1938), US-amerikanische Serienmörderin
- Toppe, Alfred (1904–1971), deutscher Offizier, Generalmajor der Wehrmacht, zuletzt Generalquartiermeister des Heeres
- Töppe, Frank (1947–1997), deutscher Autor und Grafiker
- Toppe, Kjersti (* 1967), norwegische Politikerin
- Toppel, Harald (* 1949), deutscher Maler
- Toppel, Michael (* 1957), deutscher Fußballspieler
- Töppel, Roman (* 1976), deutscher Historiker und AutorRoman Töppel (* 1976)

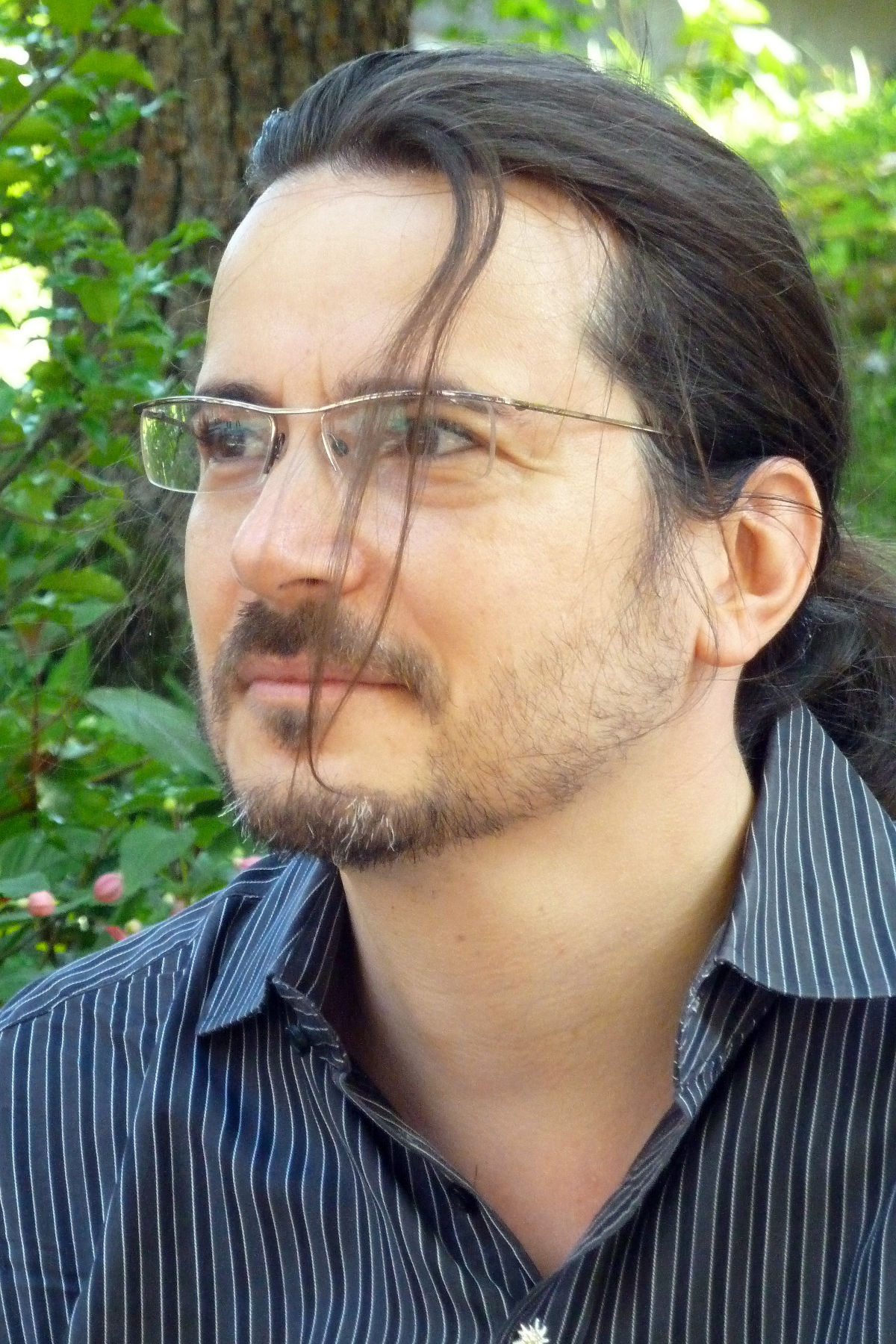
Roman Töppel (* 1976)

- Töpper, Andreas (1786–1872), österreichischer Industrieller
- Töpper, Bernhard (* 1944), deutscher Jurist und Fernsehjournalist
- Topper, Burt (1928–2007), US-amerikanischer Filmproduzent, Filmregisseur, Drehbuchautor und Filmschauspieler
- Töpper, Cody (* 1983), deutsch-US-amerikanischer Basketballspieler
- Töpper, Florian (* 1979), deutscher Politiker (SPD) und Landrat
- Töpper, Friedrich (1891–1953), deutscher Politiker (SPD), MdL und Oberbürgermeister von Karlsruhe (1947–1952)
- Töpper, Hertha (1924–2020), österreichische Opernsängerin (Alt) und (Mezzosopran)
- Topper, Uwe (* 1940), deutscher zeitgenössischer Vertreter der Chronologiekritik
- Toppert, Chad (* 1985), US-amerikanisch-deutscher Basketballspieler
- Töpperwien, Chris (* 1974), deutscher Unternehmer, Gastronom und Reality-TV-Persönlichkeit
- Töpperwien, Rolf (* 1950), deutscher SportreporterRolf Töpperwien (* 1950)

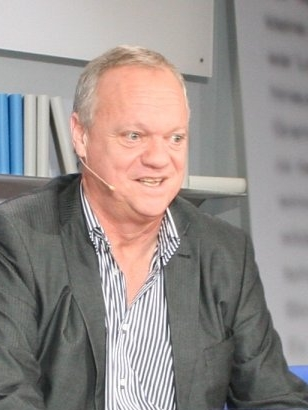
Rolf Töpperwien (* 1950)

- Töpperwien, Sabine (* 1960), deutsche Sportjournalistin
- Toppi, Francesco Saverio (1925–2007), italienischer Ordensgeistlicher, Prälat der Territorialprälatur Pompei
- Toppi, Sergio (1932–2012), italienischer Illustrator und Comiczeichner
- Toppin, Obi (* 1998), US-amerikanischer Basketballspieler
- Topping, Bruce (* 1968), nordirischer Badmintonspieler
- Topping, Jenno, US-amerikanische Filmproduzentin
- Topping, Lynne (1949–2011), US-amerikanische Schauspielerin
- Topping, Mark (* 1965), nordirischer Badmintonspieler
- Topping, Peter (* 1971), britischer Mathematiker
- Toppino, Emmett (1909–1971), US-amerikanischer Leichtathlet
- Toppius, Andreas (1605–1677), deutscher evangelischer Pfarrer und Landeshistoriker
- Toppius, Hermann (1612–1675), deutscher evangelisch-lutherischer Geistlicher, Generalsuperintendent und Abt
- Toppler, Heinrich († 1408), Bürgermeister von Rothenburg ob der Tauber
- Toppler, Thomas (* 1985), österreichischer Musiker, Theatermacher und Theaterpädagoge
- Toppmöller, Dino (* 1980), deutscher FußballspielerDino Toppmöller (* 1980)

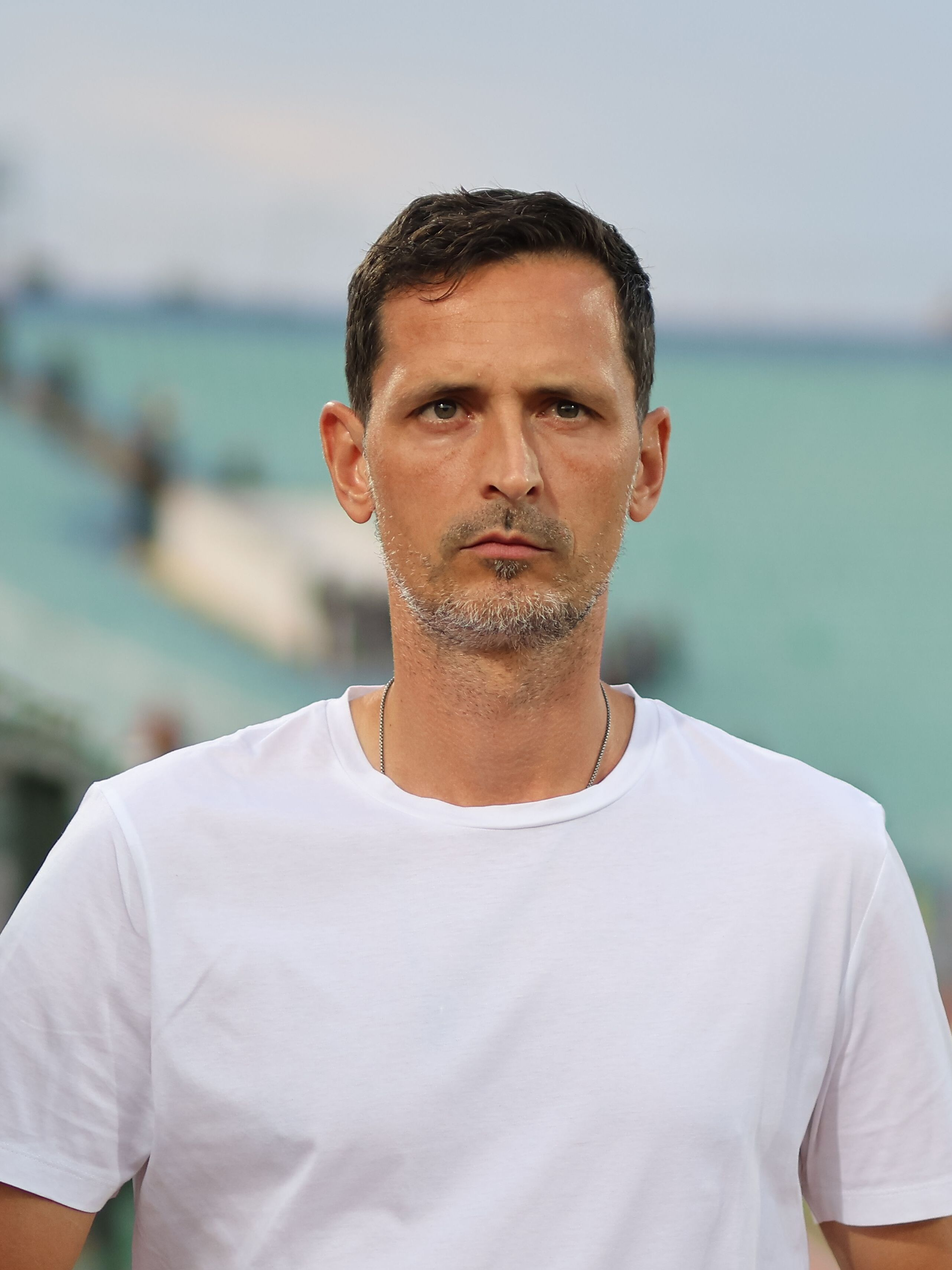
Dino Toppmöller (* 1980)

- Toppmöller, Heinz (* 1950), deutscher Fußballspieler
- Toppmöller, Klaus (* 1951), deutscher Fußballspieler und -trainer
- Toppmöller, Marco (* 1978), deutscher Fußballspieler
- Toppo, Fabian (* 1960), indischer römisch-katholischer Geistlicher, Bischof von Jalpaiguri
- Toppo, Felix (* 1947), indischer Ordensgeistlicher, emeritierter römisch-katholischer Erzbischof von Ranchi
- Toppo, James Anthony (1930–2004), indischer Geistlicher, Bischof von Jalpaiguri
- Toppo, Michael Akasius (* 1955), indischer Geistlicher, römisch-katholischer Bischof von Tezpur
- Toppo, Paul (* 1957), indischer römisch-katholischer Geistlicher, Bischof von Raigarh
- Toppo, Telesphore Placidus (1939–2023), indischer Geistlicher, römisch-katholischer Erzbischof von Ranchi und Kardinal

### Topr
- Toprak, Ahmet (* 1970), deutscher Pädagoge und Hochschullehrer
- Toprak, Ali Ertan (* 1969), deutscher Generalsekretär der Alevitischen Gemeinde in Deutschland
- Toprak, Harun (* 1987), deutsch-türkischer Fußballspieler
- Toprak, Mehmet Emin (1974–2002), türkischer Schauspieler
- Toprak, Menekşe (* 1970), deutsch-türkische Kulturjournalistin, Autorin und literarische Übersetzerin
- Toprak, Ömer (* 1989), türkischer FußballspielerÖmer Toprak (* 1989)

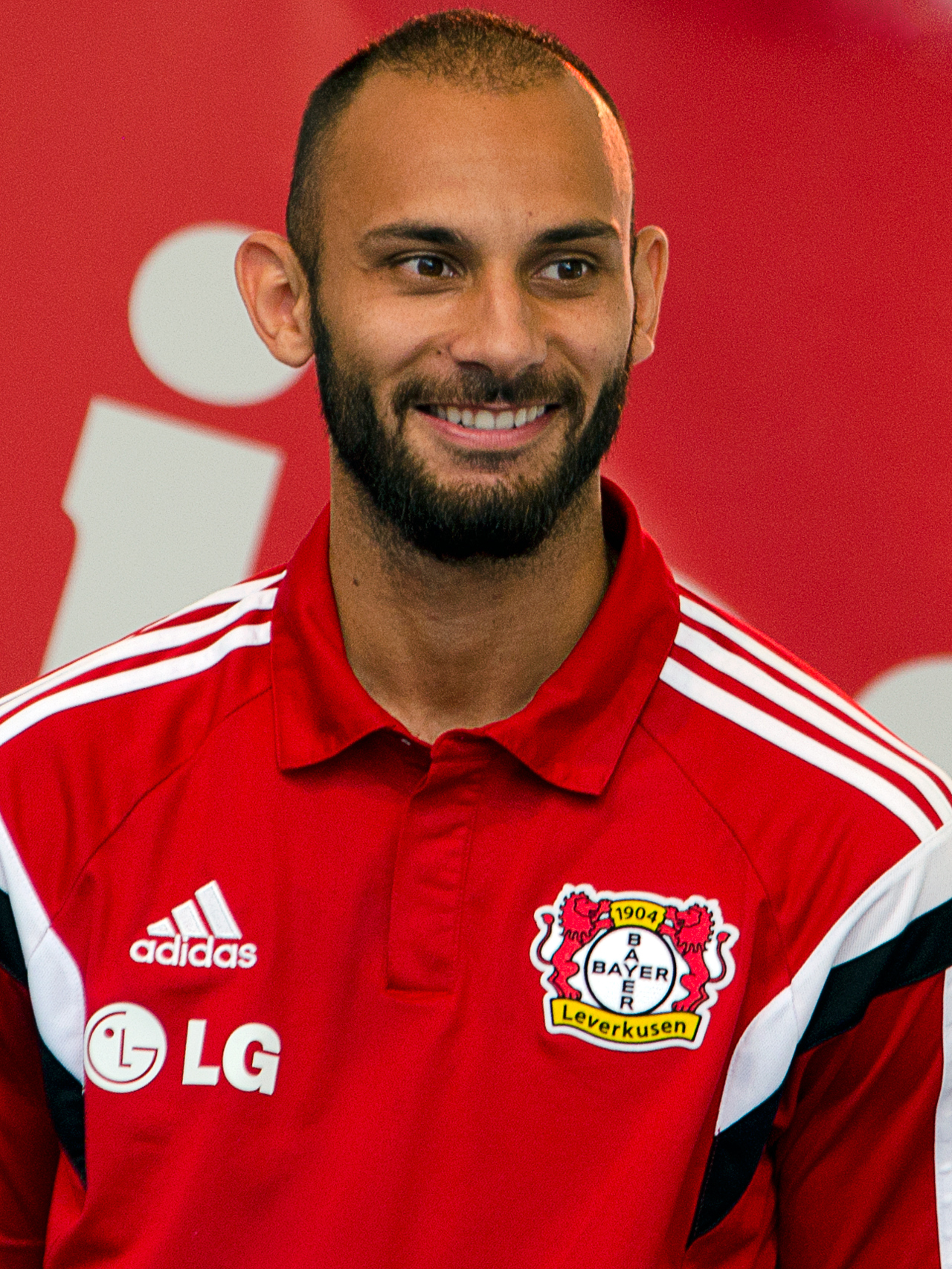
Ömer Toprak (* 1989)

- Toprak, Özkan (* 1985), türkischer Fußballspieler
- Toprak, Pınar (* 1980), türkische Komponistin
- Topraktepe, Serdar (* 1976), türkischer Fußballspieler
- Toprakyaran, Erdal (* 1974), deutscher Islamwissenschaftler und Historiker

### Tops
- Tops, Hermann (1897–1944), deutscher Kommunist und Widerstandskämpfer
- Tops, Jan (* 1961), niederländischer Springreiter und Pferdehändler
- Tops-Alexander, Edwina (* 1974), australische Springreiterin
- Topsch, Wilhelm (* 1941), deutscher Pädagoge und Schriftsteller
- Topsent, Émile (1862–1951), französischer Zoologe
- Töpsl, Franz (1711–1796), deutscher katholischer Theologe, Propst des Stifts Polling
- Topsøe-Rothenborg, Barbara (* 1979), dänische Schauspielerin und Regisseurin

### Topt
- Toptan, Köksal (* 1943), türkischer Politiker, Parlamentspräsident der Großen Türkischen Nationalversammlung
- Toptaner, Volkan (* 1990), türkischer Eishockeyspieler
- Toptani, Essad Pascha (1863–1920), albanischer Großgrundbesitzer und Politiker (Premierminister 1914)Essad Pascha Toptani (1863–1920)

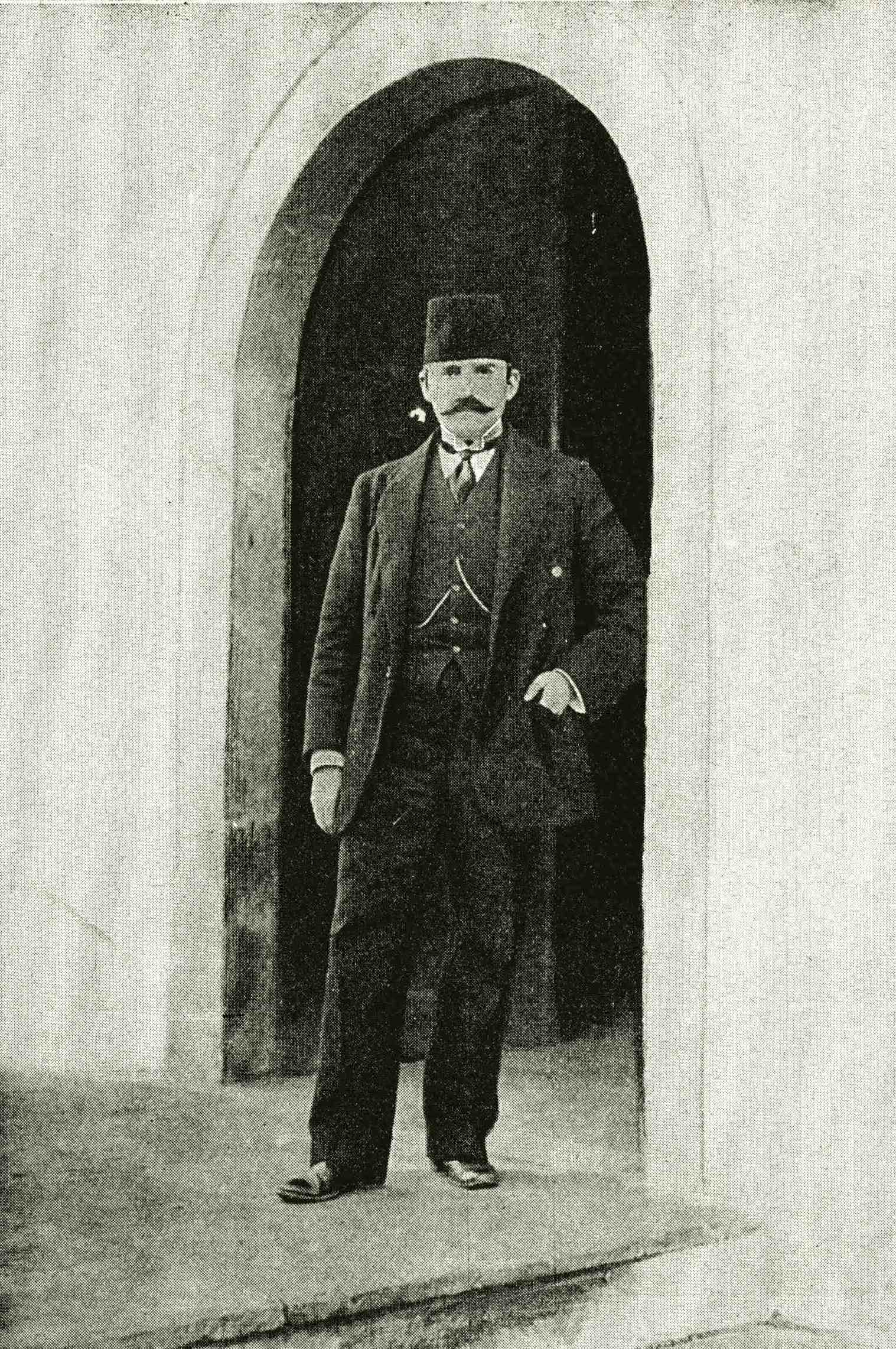
Essad Pascha Toptani (1863–1920)

- Toptani, Sadije (1876–1934), Mutter des albanischen Königs Ahmet Zogu
- Toptaş, Fatma (* 1982), türkische Schauspielerin
- Toptaş, Hasan Ali (* 1958), türkischer Schriftsteller
- Toptaş, Kubilay (* 1972), türkischer Fußballspieler
- Toptaş, Tuğba (* 2000), türkische Leichtathletin
- Toptaş, Türker (* 1984), deutsch-türkischer Fußballspieler
- Toptik, Azad (* 1999), deutschtürkischer Fußballspieler
- Toptschanjuk, Artjom (* 1989), ukrainischer Radrennfahrer
- Toptschij, Marko (* 1991), ukrainischer klassischer Gitarrist
- Toptschijew, Alexander Wassiljewitsch (1907–1962), sowjetischer Petrochemiker
- Toptschijewa, Klawdija Wassiljewna (1911–1984), sowjetische Physikochemikerin und Hochschullehrerin
- Toptunow, Leonid (1960–1986), sowjetisch-ukrainischer Ingenieur und Liquidator bei der Nuklearkatastrophe von Tschernobyl

### Topu
- Topulli, Çerçiz (1880–1915), albanischer Partisan und Nationalist
- Topuria, Ilia (* 1997), georgisch-spanischer Mixed-Martial-Arts-KämpferIlia Topuria (* 1997)

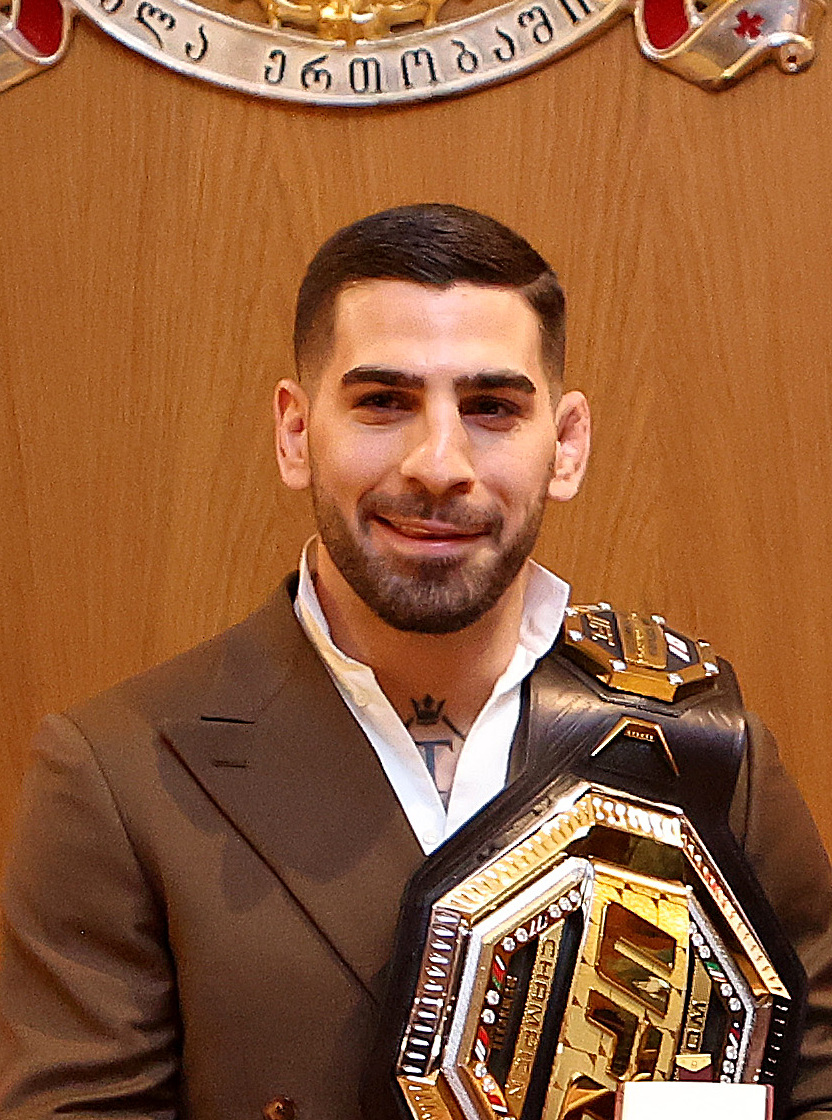
Ilia Topuria (* 1997)

- Topurija, Tamas Arkadjewitsch (* 2002), russischer Fußballspieler
- Topurow, Stefan (* 1964), bulgarischer Gewichtheber
- Topusakow, Elin (* 1977), bulgarischer Fußballspieler
- Topuz, Fatma Aliye (1862–1936), türkisch-osmanische Schriftstellerin und Frauenrechtsaktivistin
- Topuz, Gamze (* 1983), türkische Schauspielerin und Model
- Topuz, Kuzey (* 1995), türkische Schriftstellerin und Übersetzerin
- Topuz, Mehmet (* 1983), türkischer Fußballspieler
- Topuz, Ömer (1939–2012), türkischer Ringer
- Topuzlu, Cemil (1866–1958), türkischer Chirurg und Istanbuler Bürgermeister